# Всемирный день молока
Всемирный день молока  — день, установленный Продовольственной и сельскохозяйственной организацией Объединённых Наций (ФАО) для признания важности молока, как глобальной пищи. Этот праздник проходит 1 июня каждого года начиная с 2001. Этот день призван дать возможность привлечь внимание к мероприятиям, связанным с молочным сектором. С 2000 года в последнюю среду сентября ФАО отмечает Всемирный день школьного молока.

## История
Всемирный день молока был впервые определён ФАО в 2001 году. 1 июня был выбран в качестве даты, поскольку многие страны уже отмечали день молока в этот день.
Этот день дает возможность сосредоточить внимание на молоке и повысить осведомленность о роли молочных продуктов в здоровом питании, ответственности производства продуктов питания и поддержке источников средств к существованию. Это подтверждается данными ФАО, показывающими, что молочный сектор поддерживает средства к существованию более одного миллиарда человек и что молочные продукты потребляют более шести миллиардов человек во всем мире. Тот факт, что многие страны предпочитают праздновать это в один и тот же день, придает дополнительную важность отдельным национальным праздникам и показывает, что молоко является глобальной пищей.

## Празднование Всемирного дня молока

### Всемирный день молока 2016
В 2016 году Всемирный день молока отмечался более чем в 40 странах. Мероприятия включали марафоны и семейные забеги, демонстрации доения и посещения фермерских хозяйств, школьные мероприятия, концерты, конференции и семинары, конкурсы и ряд мероприятий, посвященных пропаганде ценности молока и демонстрации важной роли молочной промышленности в национальном масштабе.

### Всемирный день молока 2017
В 2017 году в 80 странах было проведено 588 мероприятий, которые принесли 402 миллиона показов в социальных сетях на #WorldMilkDay. Мероприятия включали открытые дома на молочных фермах, пожертвования молока в школы, взносы в банки еды, фотоконкурсы, спортивные соревнования, ярмарки, танцевальные шоу, вечеринки, конференции по питанию, дегустации, выставки, тележки с едой и молочные батончики.

### Всемирный день молока 2018
В 2018 году Всемирный день молока отмечали 586 мероприятиями в 72 странах. Фермеры, сотрудники, семьи, политики, шеф-повара, диетологи, врачи, ученые и спортсмены подняли свои стаканы молока и поделились информацией о пользе молока и молочных продуктов в их жизни. #WorldMilkDay получил 868 миллионов показов (за период с 1 мая по 2 июня) с более чем 80 000 публикаций с 1 мая по 2 июня. Глобальная кампания (включая #WorldMilkDay, #RaiseAGlass и 19 переводов и локальные хэштеги) получила более 1,1 миллиарда показов и 291 миллион в социальных сетях.

## Критика
В ответ на это событие в 2017 году был создан «Всемирный день растительного молока», который проводится ежегодно 22 августа. Возражения организаторов против Всемирного дня молока сосредоточены вокруг воздействия на окружающую среду, воздействия на здоровье и жестокого обращения с животными в молочной промышленности.